# Qaḑā' al ‘Arīḑ
Qaḑā' al ‘Arīḑ är en kommun i Jordanien.   Den ligger i guvernementet Madaba, i den centrala delen av landet, 50 km sydväst om huvudstaden Amman.